# Elaeocarpus sallehianus
Elaeocarpus sallehianus là một loài thực vật có hoa trong họ Côm. Loài này được Ng mô tả khoa học đầu tiên năm 1988 publ. 1989.